# Peppe Servillo
Giuseppe Francesco Servillo, detto Peppe (Arquata Scrivia, 15 ottobre 1960), è un cantautore e attore italiano.

## Biografia
Di famiglia di Caserta, nasce ad Arquata Scrivia, in provincia di Alessandria il 15 ottobre 1960, dove il padre si era trasferito con i primi due figli Nando e Toni, da direttore dello stabilimento Cementir. Nel novembre 1963 ritornano a Caserta.
Autodidatta, debutta nel 1980 con gli Avion Travel, di cui è da allora cantante e frontman e con cui, nel 2000, vince il Festival di Sanremo con la canzone Sentimento.
Autore di canzoni interpretate da Fiorella Mannoia e Patty Pravo, è anche autore di colonne sonore, attore cinematografico e teatrale. Nel 2003 partecipa al film La felicità non costa niente.
Dal 2005 è il frontman del progetto speciale "Uomini in Frac", un concerto-omaggio a Domenico Modugno rivisitato in chiave Jazz. Nel progetto sono coinvolti alcuni dei più grandi jazzisti italiani: Danilo Rea, Furio Di Castri, Rita Marcotulli, Fabrizio Bosso, Javier Girotto, Gianluca Petrella, Mauro Negri, Cristiano Calcagnile, Roberto Gatto, Marco Tamburini e vede la partecipazione speciale di Mimmo Epifani e Giovanni Lindo Ferretti.
Nel 2018 partecipa al Festival di Sanremo, cantando con Enzo Avitabile il brano Il coraggio di ogni giorno.

## Filmografia

### Come attore
- Tipota, regia di Fabrizio Bentivoglio (1999)
- Domenica, regia di Wilma Labate (2001)
- La felicità non costa niente, regia di Mimmo Calopresti (2003)
- Quijote, regia di Mimmo Paladino (2006)
- Lascia perdere, Johnny!, regia di Fabrizio Bentivoglio (2007)
- Mannaggia alla miseria, regia di Lina Wertmüller (2009)
- Passione, regia di John Turturro (2010)
- Into Paradiso, regia di Paola Randi (2011)
- Paura 3D, regia dei Manetti Bros. (2012)
- Song'e Napule, regia dei Manetti Bros. (2013)
- Due euro l'ora, regia di Andrea D'Ambrosio (2015)
- Indivisibili, regia di Edoardo De Angelis (2016)
- La linea del Pasubio, regia di Matteo Raffaelli (2016)
- Letto n. 6, regia di Milena Cocozza (2019)
- Il commissario Ricciardi, regia di Alessandro D'Alatri - serie TV (2021)
- I bastardi di Pizzofalcone 3, regia di Monica Vullo - serie TV, episodio 3x02 (2021)
- Hotspot - Amore senza rete, regia di Giulio Manfredonia (2023)

## Collaborazioni
- Crazy Boy con Samuele Bersani
- Col sottofondo del mare con Paolo di Sabatino

### Come autore della colonna sonora
- L'uomo in più (2001)